# Erzbistum Aparecida
Das Erzbistum Aparecida (lateinisch Archidioecesis Apparitiopolitana, portugiesisch Arquidiocese de Aparecida) ist ein römisch-katholisches Erzbistum mit Sitz in Aparecida im brasilianischen Bundesstaat São Paulo.

## Geschichte
Seit einer Marienerscheinung im Jahre 1717 und mit zurzeit fast 8 Mio. jährlichen Pilgern, ist die Stadt Aparecida der bedeutendste Wallfahrtsort Brasiliens. Das Gebiet des heutigen Erzbistums gehörte vor dessen Errichtung zu mehreren Diözesen, darunter den Erzbistümern São Paulo und São Sebastião do Rio de Janeiro.
Am 19. April 1958 erklärte Papst Pius XII. durch die Bulle Sacrorum antistitum Aparecida zur Erzdiözese und bekräftigt damit die herausragende Bedeutung der Stadt für das katholische Brasilien. Die neue Diözese erhielt dafür Gebiete der Erzdiözese São Paulo und der Diözese Taubaté. Papst Johannes XXIII. ernannte am 29. November 1958 Carlos Carmelo de Vasconcelos Motta mit Wirkung zum 8. Dezember desselben Jahres zum Apostolischen Administrator der neuen Erzdiözese. Dieser wurde im April 1964 erster Erzbischof von Aparecida.

## Erzbischöfe
- Carlos Carmelo Kardinal de Vasconcelos Motta (1964–1982; zuvor seit 1958 Apostolischer Administrator)
- Geraldo María de Morais Penido (1982–1995)
- Aloísio Leo Arlindo Kardinal Lorscheider OFM (1995–2004)
- Raymundo Kardinal Damasceno Assis (2004–2016)
- Orlando Brandes (seit 2016)